# Encephalartos kisambo
Encephalartos kisambo là một loài thực vật hạt trần trong họ Zamiaceae. Loài này được Faden & Beentje mô tả khoa học đầu tiên năm 1989.